# Bertruda de Vermandois
Bertruda (c. 582-c. 620) fue una reina consorte franca entre 602 y 605, que estuvo casada con Clotario II.
Hija de Ricomère de Burgundia y de Gertrudis de Hainaut. Se ha señalado que Bertruda amó sinceramente a Clotario, y también se la describe como una reina popular. Se dice que había descubierto y evitado un complot del burgundio Aleteo, quien planeaba matar a Clotario y forzar a Bertruda a casarse con él. 